# Beidaihe
Cette page contient des caractères spéciaux ou non latins. S’ils s’affichent mal (▯, ?, etc.), consultez la page d’aide Unicode.
Beidaihe (en chinois simplifié : 北戴河 ; pinyin : Běidàihé) est un district de la ville-préfecture de Qinhuangdao, dans la province chinoise du Hebei, station balnéaire et lieu de villégiature des dirigeants chinois depuis la fin du XIXe siècle.
Le petit village de pêcheurs de Beidaihe devient, à cette époque, une destination prisée des classes dirigeantes chinoises et des étrangers de haut-rang qui y résident, à la suite de l'arrivée du chemin de fer. Situé dans le golfe de Bohai, à environ 300 km de Pékin, ce village se transforme rapidement en une station balnéaire aux allures victoriennes, un refuge estival pour échapper aux chaleurs étouffantes de la capitale.
Après la création de la république populaire de Chine, les caciques du Parti communiste chinois y prennent leurs quartiers d’été, et un colloque secret les réunissant s'y déroule régulièrement en juillet ou en août.
Avec la politique d'ouverture inaugurée par Deng Xiaoping, à la fin des années 1970, Beidaihe devient une destination de tourisme international, surtout prisée par les Russes.

## Économie
Beidaihe s'étend sur 10 km d'est en ouest, du Pavillon Yinjiao jusqu'à l'embouchure de la rivière Daihe. Sa plage constitue une bande d'une centaine de mètres de large entre la mer et la promenade, très fréquentée, mais dont une partie est fermée l'été, lorsque les dirigeants chinois s'y réunissent. 
La station et les sites qui l'environnent, comme le mont Lianfeng et ses forêts de pins et de cyprès, les grottes, les pavillons décorés, attirent de nombreux touristes russes : les restaurants et boutiques aux enseignes écrites en cyrillique y sont nombreux. Alors qu'en 1985 Beidaihe compte trois hôtels internationaux représentant environ sept cents lits, on en dénombre trente-trois (13 380 lits) dès 1993, en raison de l'ouverture internationale instaurée par Deng Xiaoping. 

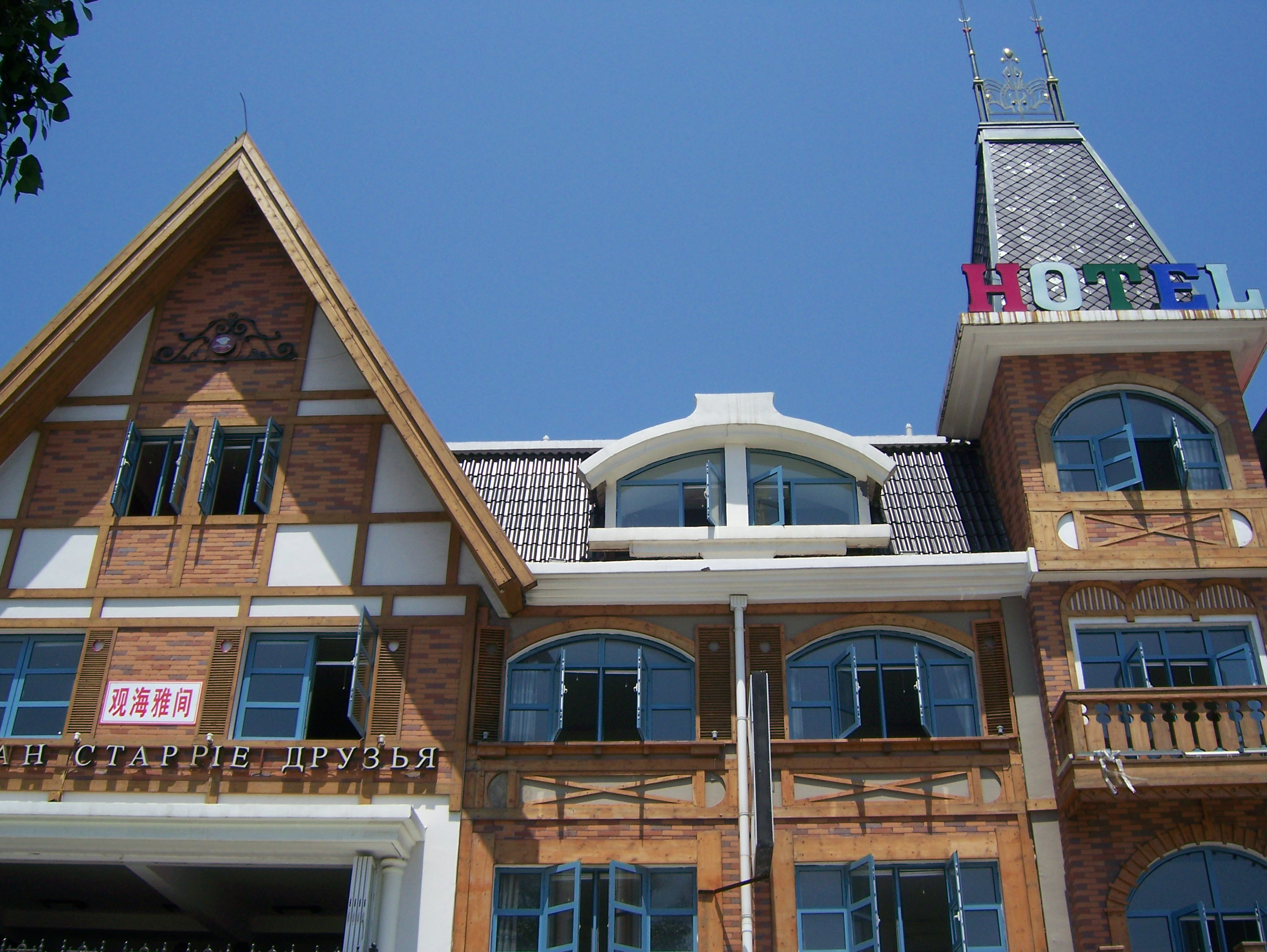
Façade d'un hôtel international destiné à la clientèle russe.

Les Chinois s'y rendent également en masse depuis 1994, le plus souvent le week-end, en raison de l'autorisation de repos un week-end sur deux accordé à la population, faisant de Beidaihe le « Deauville chinois ». Auparavant, la station balnéaire était plutôt une destination de vacances collectives organisées par le parti communiste chinois. En 2000, une autoroute payante directe entre Pékin et la station balnéaire est inaugurée. 
Ainsi, plus de quatre millions de touristes s'y rendent chaque année, dans les années 2000, contre moins d'un million dans les années 1990, pour un séjour d'un jour ou deux, ce tourisme individuel représentant 95 % de l'ensemble de l'activité touristique de Beidaihe. 
Si la station est très fréquentée en été, elle est en revanche pratiquement déserte en période hivernale : plus de 90 % de la fréquentation touristique se concentre sur les mois de juillet, août et septembre, 70 % entre mi-juillet et mi-août. 

## Histoire

### Création de la station balnéaire

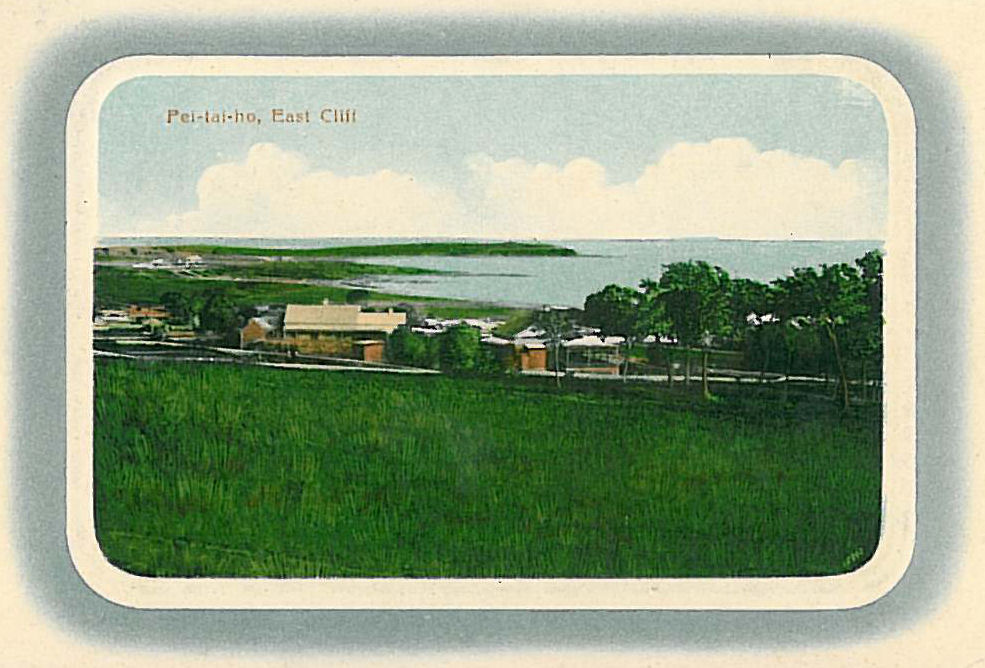
Vue de Beidaihe en 1903 (carte postale).

L'origine de la station balnéaire remonte aux années 1890. Les premiers Européens à découvrir ce qui n'est alors qu'un village de pêcheurs sont des ingénieurs des chemins de fer britanniques. Ils sont suivis à partir de 1898 par toute une population de diplomates et de riches hommes d'affaires venant de Pékin et Tianjin, diplomates chinois ou étrangers, qui s'y font construire des villas victoriennes. Le village de pêcheurs se transforme rapidement en une destination très prisée parmi les classes aisées, le site permettant d'échapper à la chaleur étouffante de la capitale chinoise. 

### Lieu de villégiature des dirigeants du parti communiste chinois
Les communistes s'emparent de Beidaihe en 1948, chassant les étrangers et dirigeants de la République chinoise. Ils y construisent des sanatoriums dans lesquels sont envoyés les blessés et vétérans de la guerre civile chinoise. En 1953 est créé à Beidaihe un « bureau d'été » du gouvernement, et des aménagements  importants sont lancés.

Le président Mao Zedong s'y rend pour la première fois en 1954. Il s'y fait construire la Maison 8, une villa moderne « dans une enclave avec une vue spectaculaire sur la plage », entourée de bunkers et comportant des tunnels souterrains. Bon nageur, il apprécie de s'y baigner et prend l'habitude de convier à Beidaihe des fidèles pour des réunions informelles. Il y écrit un poème en hommage à la ville, mis en musique et que les écoliers chinois doivent apprendre. Un extrait de ce poème est inscrit sur le piédestal d'une statue de Mao, haute de trois mètres, sur la promenade longeant la plage. 

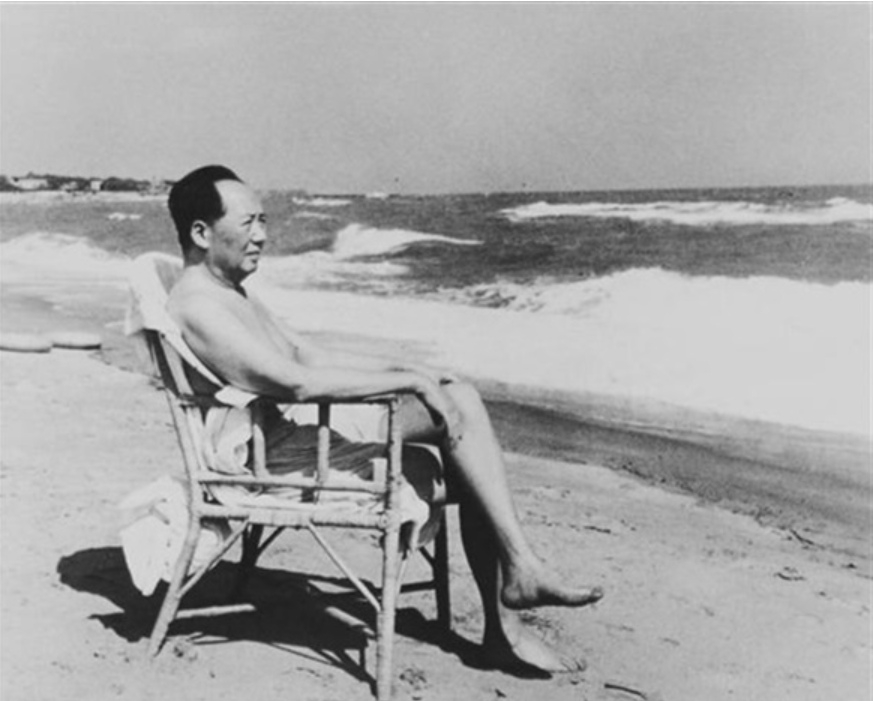
Mao Zedong sur la plage de Beidaihe en 1960. Il est alors contesté en raison de l'échec du Grand Bond en avant.

 Beidaihe est désertée par les dirigeants chinois après la révolution culturelle. Il faut attendre la politique d'ouverte de Deng Xiaoping pour que la station balnéaire retrouve grâce aux yeux du parti communiste chinois en 1984. Elle s'ouvre alors au tourisme international et « se couvre d'hôtels ».     
Les dirigeants chinois reprennent l'habitude de s'y réunir deux semaines pendant l'été, invitant des experts et des entrepreneurs pour nourrir leurs réflexions, même si Hu Jintao fait fermer le bureau d'été en 2003. Ils logent dans des villas privées en hauteur de la ville ou dans un vaste complexe proche de la mer, et Beidaihe est alors coupée du reste du monde pendant cette période particulière. Une gare spéciale aurait été construite pour les caciques chinois s'y rendant.   
La rentrée politique se prépare chaque année à Beidaihe et de grandes décisions s'y prennent, même si cette « université d'été » du PCC n'a pas d'existence officielle et que rien ne filtre dans les médias officiels chinois. Le choix de Xi Jinping comme secrétaire général du PCC y est confirmé en 2012. Se méfiant des complots, Xi rétablit autour de sa villa privée l'ambiance discrète des années Mao, et renforce la sécurité : la station balnéaire est scindée entre le quartier des dirigeants et le reste du front de mer, ouvert au public. Signe de la méfiance de Xi, les voitures Tesla sont interdites, par crainte que leurs caméras embarquées soient utilisées par les États-Unis. Pendant l'été, des vedettes patrouillent au large des côtes.  
Avec le renforcement du pouvoir personnel de Xi Jinping, le « colloque d'été » du PCC semble toutefois perdre de son importance, les dirigeants s'y rendant n'ayant plus un poids politique très important.